# Епархия Бежи
 Епархия Бежи (лат. Dioecesis Beiensis) — епархия Римско-Католической церкви с центром в городе Бежа, Португалия. Епархия Бежи входит в митрополию Эворы. Кафедральным собором епархии Бежи является церковь святого Иакова.

## История
Первая епархия Pax Iulia была основана в Бежи в IV веке. Из-за арабского вторжения в Португалию епархия Pax Iulia прекратила своё существование в 754 году.
Современная епархия Бежи была образована 10 июля 1770 года бреве Agrum Universalis Ecclesiae Римского папы Климента XIV.
В 1834 году после законов, принятых португальским министром Жоакимом Антониу де Аквира, кафедра епархии Бежи оставалась вакантной в течение следующих одиннадцати лет.
3 июля 1884 года была основана епархиальная семинария.
Провозглашение Португальской республики 5 октября 1910 года привело к антиклерикальным настроениям, по причине которых были закрыты все церкви в епархии Бежи. Епископ нашёл убежище в Севилье, позднее переправившись в Рим. Епархией в это время управлял до 1922 года генеральный епископский викарий.
В 1924 году ситуация в Бежи стабилизировалась и епископ Патросиниу Диаш начал строительство в городе Бежа храмов. 4 июля 1937 года был восстановлен собор святого Иакова. 13 октября 1940 года была открыта новая семинария.

## Ординарии епархии
- епископ Мануэл ду Сенакулу Вилаш Боаш (5.03.1770 — 3.03.1802) — назначен архиепископом Эворы;
- епископ Франсишку Лейтан де Карвалью (9.08.1802 — 21.09.1806);
- епископ Жуакин ду Розариу Виейра (3.08.1807 — 8.09.1808);
- епископ Луиш да Кунья де Абреу-и-Мелу (28.08.1820 — 9.08.1833);
  - Sede vacante (1833—1844);
- епископ Мануэл Пиреш де Азеведу Лорейру (22.01.1844 — 26.09.1848);
- епископ Жозе Шавиер де Сервейра-и-Соуза (18.04.1848 — 7.01.1859) — назначен епископом Визеу;
- епископ Жозе Антониу да Мата-и-Силва (1.02.1859 — 19.04.1860) — назначен архиепископом Эворы;
- епископ Антониу да Триндаде де Вашконселуш Перейра де Мелу (18.03.1861 — 1.10.1863) — назначен епископом Ламегу;
  - Sede vacante (1863—1883);
- епископ Антониу Савериу де Соуза Монтейру (9.08.1883 — 1907);
- епископ Себаштьян Лейте де Вашконселуш (19.12.1907 — 15.12.1919);
- епископ Жозе дел Патросиниу Диаш (16.12.1920 — 24.10.1965);
- епископ Мануэл душ Сантуш Роша (14.12.1965 — 8.09.1980);
- епископ Мануэл Франку да Кошта де Оливейра Фалкан (8.09.1980 — 25.01.1999);
- епископ Антониу Виталину Фернандеш Данташ (25.01.1999 — 03.11.2016);
- епископ Жозе Жуан душ Сантуш Маркуш (03.11.2016 — по настоящее время)

## Источник
- Annuario Pontificio, Libreria Editrice Vaticana, Città del Vaticano, 2003, ISBN 88-209-7422-3
- Булла Agrum Universalis Ecclesiae, Bullarii Romani continuatio, Tomus quintus, Prato 1845, стр. 203-207  (лат.)
- Декрет Reverendissimum Pater, AAS 18 (1926), стр. 41  (лат.)